# Giennadij Waganow
Giennadij Wiktorowicz Waganow (ros. Геннадий Викторович Ваганов, ur. 25 listopada 1936 w Duwaniu) – rosyjski biegacz narciarski reprezentujący Związek Radziecki, dwukrotny medalista olimpijski oraz brązowy medalista mistrzostwa świata.

## Kariera
Jego olimpijskim debiutem były igrzyska w Squaw Valley w 1960 roku. Wspólnie z Anatolijem Szeluchinem, Aleksiejem Kuzniecowem i Nikołajem Anikinem wywalczył brązowy medal w sztafecie 4 × 10 km. Na tych samych igrzyskach zajął także dwukrotnie czwarte miejsce. W biegu na 15 km przegrał walkę o brązowy medal z Veikko Hakulinenem z Finlandii, a w biegu na 30 km trochę lepszy okazał się jego rodak Nikołaj Anikin i to on zgarnął brąz. Cztery lata później reprezentanci Związku Radzieckiego w składzie: Iwan Utrobin, Giennadij Waganow, Igor Woronczichin i Pawieł Kołczin powtórzyli swe osiągnięcie ze Squaw Valley zajmując trzecie miejsce w sztafecie. Najlepszym indywidualnym wynikiem Waganowa było 14. miejsce w biegu na 15 km stylem klasycznym.
W 1962 roku wystartował na mistrzostwach świata w Zakopanem. Wraz z Pawłem Kołczinem, Aleksiejem Kuzniecowem i Iwanem Utrobinem po raz kolejny zdobył brązowy medal w sztafecie. Zajął tam też 9. miejsce w biegu na 15 km oraz 10. miejsce na dystansie 50 km techniką klasyczną. Na kolejnych mistrzostwach świata już nie startował.
Ponadto Waganow ośmiokrotnie zdobywał tytuł mistrza Związku Radzieckiego: w biegu na 15 km w latach 1960, 1962 i 1964 oraz w sztafecie w latach 1960, 1962, 1963, 1964 i 1965. Po zakończeniu kariery Waganow pracował jako trener. W 1960 roku otrzymał Order „Znak Honoru”.

## Osiągnięcia

### Igrzyska olimpijskie
| Miejsce | Dzień       | Rok  | Miejscowość  | Konkurencja             | Czas biegu  | Strata      | Zwycięzca         |
| ------- | ----------- | ---- | ------------ | ----------------------- | ----------- | ----------- | ----------------- |
| 4.      | 19 lutego   | 1960 | Squaw Valley | 30 km stylem klasycznym | 1:51:03,9 h | +1:45,3 min | Sixten Jernberg   |
| 4.      | 23 lutego   | 1960 | Squaw Valley | 15 km stylem klasycznym | 51:55,5 min | +22,5 s     | Håkon Brusveen    |
| 3.      | 25 lutego   | 1960 | Squaw Valley | Sztafeta 4 × 10 km      | 2:08:33,5 h | +2:36,0 min | Finlandia         |
| 7.      | 27 lutego   | 1960 | Squaw Valley | 50 km stylem klasycznym | 2:59:06,3 h | +6:21,3 min | Kalevi Hämäläinen |
| 19.     | 30 stycznia | 1964 | Innsbruck    | 30 km stylem klasycznym | 1:30:50,7 h | +4:12,4 min | Eero Mäntyranta   |
| 14.     | 2 lutego    | 1964 | Innsbruck    | 15 km stylem klasycznym | 50:54,1 min | +1:52,7 min | Eero Mäntyranta   |
| 3.      | 8 lutego    | 1964 | Innsbruck    | Sztafeta 4 × 10 km      | 2:18:34,6 h | +12,3 s     | Szwecja           |

### Mistrzostwa świata
| Miejsce | Dzień     | Rok  | Miejscowość | Konkurencja             | Czas biegu  | Strata      | Zwycięzca       |
| ------- | --------- | ---- | ----------- | ----------------------- | ----------- | ----------- | --------------- |
| 9.      | 20 lutego | 1962 | Zakopane    | 15 km stylem klasycznym | 55:22,8 min | +1:57,4 min | Assar Rönnlund  |
| 3.      | 22 lutego | 1962 | Zakopane    | Sztafeta 4 × 10 km      | 2:24:39,8 h | +1:34,5 min | Szwecja         |
| 10.     | 24 lutego | 1962 | Zakopane    | 50 km stylem klasycznym | 3:03:48,5 h | +6:00,7 min | Sixten Jernberg |